# Альфа (літера)
А́льфа (велика Α, мала α; грец. ἄλφα) — перша буква грецького алфавіту.

## Історія
Походить від літери «алеф» () фінікійського алфавіту. Назва фінікійської літери буквально означає «віл» чи «проводир».

## Використовування
Велика альфа, через її візуальну тотожність латинській A, поза грецькою абеткою не використовується. Мала буква α використовується для позначення зірки у складі сузір'я, термодинамічних фаз, альфа-частинок, спектральних ліній, сталої тонкої структури, коефіцієнта теплового розширення, кутів різної природи тощо.

## У культурі
- У романі О. Гакслі «Прекрасний новий світ» найвища каста людей майбутнього названа «альфами».

### У Біблії
Альфа разом з омегою присутні в книзі Об'явлення Івана Богослова 1:8,11; 21:6; 22:13, і представлені в порядку Альфа і Омега відповідно (винятково Об. 1:11). Вони значать перше і останнє. (Геб. 12:2; Іс. 41:4; 44:6; Об. 1:11,17; 2:8). Відповідно до символів ранньої християнської церкви ці дві літери часто об'єднані із хрестом або з монограмою Христа, щоб позначити Його божественність.